# ماريان غرين
ماريان غرين (بالإنجليزية: Marian Green)‏ هي كاتِبة بريطانية، ولدت في 1944.